# Саті (ритуал)

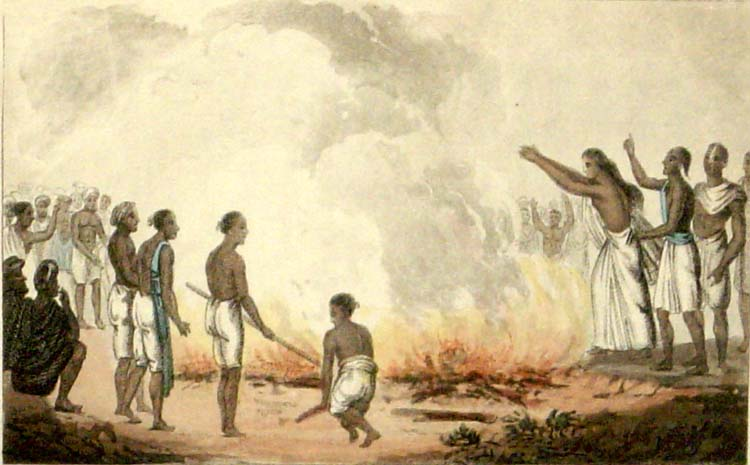
Саті. Малюнок Фредеріка Шоберіа. XIX ст.

Са́ті (санскр. सती) — похоронна ритуальна традиція в індуїзмі, відповідно до якої вдова підлягає спаленню разом з її покійним чоловіком на спеціально спорудженому похоронному багатті. Нині це явище рідкісне і заборонене.
Слово «саті» — прикметник жіночого роду на санскритi, що означає «справжня», «існуюча», а також «правдива», «чесна». Назва походить від імені богині Саті, відомої також як Дакшаяні, що принесла себе в жертву, не змігши стерпіти приниження, яким її батько Дакша піддав обраного нею бога Шіву.

## Історія
Традиція саті має паралелі з аналогічними ритуалами в інших культурах. Наприклад, на похоронній церемонії у вигляді кремації в кораблі або човні, що практикувалася на Русі та описана Ібн Фадланом, разом з тілом господаря спалювалася його рабиня. Є відомості про існування подібної практики на території Індії до створення імперії Гуптів (приблизно 400 рік н. е.). Кілька згаданих в Махабхараті випадків, коли жінки добровільно приносили себе в жертву, і ряд інших подібних документів можна розглядати як частково історичні джерела, проте відомо, що велика частина цих історій заснована на реальних подіях..Слід зауважити, що принесення себе в жертву або бажання це зробити не є традицією Махабхарати і відповідно в епосі не було ні слова про саті, на відміну від інших відомих традицій, таких як Раджасуя Яґна. Ці історії слід розглядати скоріше як вираз скорботи у зв'язку з втратою близького.
Грецький історик Арістобул Кассандрейський, що подорожував з Александром Македонським, описав спостережуваний ним випадок саті в місті Таксілі. Пізніше приклад добровільного спільного спалення описує індійського солдата армії Євмена з Кардіо, чиї дві жінки боролися за право померти поруч з ним на похоронному багатті (316 до н. е.). На думку греків, метою таких порядків було позбавити дружин потенційної мотивації отруїти своїх чоловіків.

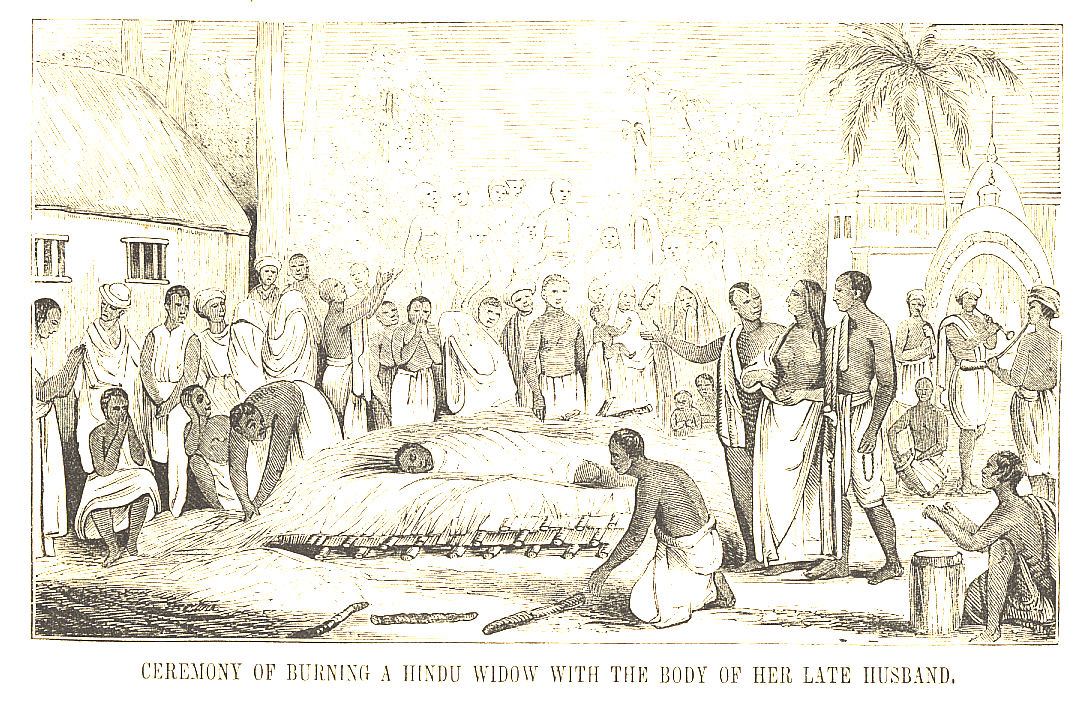
Церемонія спалення індійської вдови разом з тілом її покійного чоловіка. Малюнок з книги «Історія Китаю та Індії в картинках». 1851

Добровільна смерть на похоронах описана в Північній Індії до періоду імперії Гуптів. Ця практика мала назву «анумарама». На відміну від саті, самопожертви були дійсно добровільними, без елемента примусовості, і могли поширюватися не тільки на вдів, але й на інших родичів, слуг, ідейних послідовників або друзів обох статей, тих, хто бажав таким чином висловити свою відданість покійному. Іноді ці смерті були наслідком присяги вірності, даної ще за життя покійному..
Сучасні дослідники вважають, що практика самоспалення вдів набула поширення приблизно в 500 рік н. е., під кінець існування імперії Гуптів. Деякі пов'язують це із занепадом буддизму в Індіїрозшаруванням суспільства на касти і з тим, що саті могли використовувати як метод підпорядкування в касті. Є припущення, що традиція саті була принесена білими гунами буддійського віросповідання, чиє вторгнення до Індії вплинуло на розпад імперії Гуптів.
Приблизно у той же час історії про саті стали вибивати на меморіальних каменях. Найбільш ранні з них — в Сагарі, Мадгья-Прадеші, хоча найбільший набір з'явився в Раджастхані кілька століть потому. Ці меморіальні камені, звані «девлі» або «камені саті», стали місцем поклоніння померлої жінки. Найбільша кількість таких каменів — у Західній Індії.
За нинішніми відомостями саті поширилися по всьому субконтиненту приблизно до X століття. Традиції продовжували дотримуватися аж до початку XIX століття в різних районах з більшою або меншою регулярністю.

## Примус
Передбачалося, що саті має виконуватися добровільно, проте на практиці найчастіше це виглядало не так. Не кажучи вже про фактор соціального тиску, в багатьох випадках вдову схиляли до смерті шляхом безпосереднього застосування фізичної сили.
Малюнки та описи часто зображують жінку, що сидить на похоронному вогнищі зв'язана чи яким-небудь іншим способом обмежена в рухах, - щоб не втекла, коли багаття запалять. На кількох з них навколо багаття стоять охоронці з довгими шестами, щоб не дати жінці вибратися з вогню.